# Кип бога Вида
Кип бога Вида, или Видово, на месту Равниште у селу Мокра код Беле Паланке, пројекат је српског новинара Драгана Јовановића. Пројекат има за циљ ширење свести о старосрпским веровањима и традицијама.

## Подизање кипа
25. јуна 2011. године, на дан подизања кипа, Јовановић је изјавио:
"Наших старих богова, чији је врховни бог Вид, не смемо да се одричемо, јер су то наши духовни корени и ту је темељ нашег српског идентитета."
Од дана подизања кипа се годишње организује скуп "Видова Академија" у близини кипа, где се држе разна предавања, углавном о очувању претхришћанског културног наслеђа.